# Abracadabra (The Fire)
Abracadabra è il secondo album del gruppo rock italiano The Fire.
Il disco, per assurdo, viene pubblicato prima all'estero: l'11 settembre 2009 esce infatti in Germania, Austria e Svizzera; esattamente due mesi dopo arriva anche in Italia, Spagna ed Inghilterra.

## Tracce
1. Never – 0:49
2. Abracadabra – 3:12
3. Wasted – 3:32
4. New York New York (cover dell'omonima canzone di Liza Minnelli) – 3:01
5. Bohemian Burlesque – 3:38
6. Sweet Enemy – 4:02
7. Scars (cover dell'omonima canzone di Stan van Samang) – 4:02
8. Chevalier – 3:15
9. Yvonne – 3:31
10. Lady Motorcycle – 3:03
11. My Fenestration – 3:09
12. Walk! – 3:17
13. Emily (tratta dall'album Loverdrive) – 2:30
14. Small Town Boy (tratta dall'album Loverdrive) – 3:56

## Formazione
- Olly Riva - voce
- Filippo Dallinferno - chitarra e voce
- Lou Castagnaro - chitarra
- Pelo - basso
- Alecs - batteria